# Вагонзавод (зупинний пункт)
Вагонзавод — зупинний пункт Полтавської дирекції Південної залізниці на лінії Кременчук — Бурти. Знаходиться по вулиці Соломії Крушельницької в Кременчуці між станцією Крюків-на-Дніпрі (1,5 км) та зупинним пунктом Маланівка (3 км). Поблизу платформи — одна з прохідних та заводоуправління Крюківського вагонобудівного заводу.
Лінія була електрифікована 2008 року.

## Станційні споруди
Зупинний пункт обладнано двома бічними платформами з павільйонами для пасажирів.

## Пасажирське сполучення
Тут зупиняються приміські поїзди (електрички): Кременчук — Знам'янка, Кременчук — Павлиш, Передгірковий парк — Павлиш.